# セシル・コルベル
セシル・コルベル（Cécile Corbel、1980年3月28日 - ）は、フランス、ブルターニュ出身の女性シンガーソングライター、ハープ奏者である。 スタジオジブリ作品「借りぐらしのアリエッティ」の主題歌制作に携わったことで知られ、その公開初日にはメイン劇場のTOHOシネマズスカラ座で行われた初日舞台挨拶に出演し、サプライズとしてハープで主題歌を披露した。

## 来歴
フランスポン＝クロワで出生。まずギターを習い、ギリシャのハープ奏者エリサ・ヴェリアのコンサートでケルティックハープと出会った。18歳でバカロレアを取得し、パリに移り住んだ。その後、エコール・デュ・ルーヴルを卒業し、考古学の博士号を取得した。パブと路上ライブを行い、2002年に初の公式コンサートを開催した。2009年4月に「私はずっと昔からジブリ映画の大ファンで、私の音楽のすべてはジブリ映画から大きな影響を受けています」という手紙と自身のCDをジブリに送付したのがきっかけで、2010年 スタジオジブリ作品「借りぐらしのアリエッティ」の主題歌を担当した。2010年8月7日、ROCK IN JAPAN FESTIVALに出演した。2018年7月6日、元AKB48の演歌歌手である岩佐美咲とJapan Expoで共演した。
7枚目のスタジオ・アルバム『Enfant du vent（風の子供）』は、2019年3月29日にリリースされた。息子からインスピレーションを得たこのアルバムは、子ども時代をテーマとしているが、すべての年齢層を対象としている。収録曲には、ジブリ映画からのカバー曲が2曲含まれており、「となりのトトロ」（『となりのトトロ』より）と、「さよならの夏」（岩佐美咲とのデュエット、『コクリコ坂から』より）がある。2019年5月、ブルーノート東京でライブを行った。
10枚目のスタジオ・アルバム『Graal』は、2024年9月13日にリリースされ、アーサー王伝説に着想を得て制作された。
2025年4月、ロールプレイングゲーム『Tomo: Endless Blue』のテーマソングとして、ヒグチアイとの共作「Endless Blue」を発表した。「Endless Blue」はヒグチアイが作詞・歌唱を、セシル・コルベルと「Arrietty's Song」の作曲をしたサイモン・キャビーが作曲・編曲を担当した。

## ディスコグラフィ

### アルバム
| 枚   | 発売日 | タイトル                                             | 備考                                                                                     |
| ---- | ------ | ---------------------------------------------------- | ---------------------------------------------------------------------------------------- |
| 1st  | 2005年 | Harpe celtique & chants du monde                     | 6曲入りミニアルバム                                                                      |
| 2nd  | 2006年 | Songbook 1                                           |                                                                                          |
| 3rd  | 2008年 | Songbook vol.2                                       |                                                                                          |
|      | 2009年 | Anne de Bretagne                                     | 2CD アンヌ・ド・ブルターニュの生涯をテーマにしたケルト・ロック・オペラ。セシルはアンヌ役 |
| 4th  | 2010年 | Kari-gurashi～借りぐらし～                           | 映画『借りぐらしのアリエッティ』イメージソング集                                         |
|      | 2010年 | 借りぐらしのアリエッティ サウンドトラック            |                                                                                          |
|      | 2010年 | Le Coffret                                           | 3CD 1st, 2nd, 3rdの全曲を収録                                                            |
|      | 2011年 | Renaissance: Songbook Vol. 3                         |                                                                                          |
|      | 2013年 | You&Me~あの日にかえりたい 荒井由実トリビュート作品集 | 荒井由実「きっと言える」をカバー                                                         |
|      | 2013年 | Roses: Songbook Vol. 4                               | シングル「The Riddle」収録                                                               |
| 5th  | 2014年 | La Fiancée                                           | シングル「Entendez-Vous」収録                                                            |
| 6th  | 2016年 | Vagabonde                                            | Ultratop 200 Albums (Walloon chart) 184位                                                |
| 7th  | 2019年 | Enfant du vent                                       | シングル「さよならの夏」、「Vent frais」、「Petit fantôme」、「Le bal des chats」収録    |
| 8th  | 2021年 | SongBook vol.5 – Notes                               | シングル「Valse sur un Banc」収録                                                        |
| 9th  | 2023年 | La Fille du Verseau                                  |                                                                                          |
| 10th | 2024年 | Graal                                                | シングル「Arthur」収録                                                                   |

### シングル
| 枚 | 発売日 | タイトル          | 備考                                    |
| -- | ------ | ----------------- | --------------------------------------- |
|    | 2010年 | Arrietty's Song   | 映画『借りぐらしのアリエッティ』主題歌  |
|    | 2013年 | The Riddle        | アルバム「SongBook vol. 4 - Roses」収録 |
|    | 2014年 | Entendez-Vous     | アルバム「La Fiancée」収録              |
|    | 2018年 | さよならの夏      | アルバム「Enfant du vent」収録          |
|    | 2018年 | Vent frais        | アルバム「Enfant du vent」収録          |
|    | 2019年 | Petit fantôme     | アルバム「Enfant du vent」収録          |
|    | 2019年 | Le bal des chats  | アルバム「Enfant du vent」収録          |
|    | 2020年 | Take Me Hand      | アルバム未収録                          |
|    | 2020年 | Valse sur un Banc | アルバム「SongBook vol.5 – Notes」収録  |
|    | 2022年 | Vous allez bien?  | アルバム未収録                          |
|    | 2024年 | Arthur            | アルバム「Graal」収録                   |